# Copa Árabe Sub-20
La Copa Árabe Sub-20 es un torneo de fútbol a nivel de selecciones sub-20 del mundo árabe organizado por la UAFA.

## Historia
La competición fue creada en 1983 como Copa de Naciones Juveniles de Palestina. La primera edición se celebró en Marruecos, donde ganó Irak tras vencer a Arabia Saudita en la final. Después de una pausa de 22 años, en 2011 la competición regresó como Copa Árabe Sub-20 bajo los auspicios de la UAFA.

## Palmarés
| Año          | Sede           | Campeón        | Final Resultado  | Subcampeón     | Tercer lugar        | Resultado           | Cuarto lugar           |
| ------------ | -------------- | -------------- | ---------------- | -------------- | ------------------- | ------------------- | ---------------------- |
| 1983         | Marruecos      | Irak           | 1 - 0 (pró.)     | Arabia Saudita | Marruecos           | 2 - 0               | Emiratos Árabes Unidos |
| 1985         | Argelia        | Arabia Saudita | 2 - 1            | Argelia        | Irak                | 2 - 0               | Túnez                  |
| 1989         | Irak           | Marruecos      | 3 - 1            | Irak           | Arabia Saudita      | 1 - 1 (4:3 pen.)    | Baréin                 |
| 1992         | Sudán          | Cancelado      | Cancelado        | Cancelado      | Cancelado           | Cancelado           | Cancelado              |
| 2011 Detalle | Marruecos      | Marruecos      | 3 - 3 (3:1 pen.) | Arabia Saudita | No hubo semifinales | No hubo semifinales | No hubo semifinales    |
| 2012 Detalle | Jordania       | Túnez          | 4 - 2            | Arabia Saudita | Libia               | 4 - 0               | Argelia                |
| 2014 Detalle | Catar          | Cancelado      | Cancelado        | Cancelado      | Cancelado           | Cancelado           | Cancelado              |
| 2020 Detalle | Arabia Saudita | Senegal        | 1 - 0            | Túnez          | Egipto y Marruecos  | Egipto y Marruecos  | Egipto y Marruecos     |
| 2021 Detalle | Egipto         | Arabia Saudita | 2 - 1            | Argelia        | Egipto y Túnez      | Egipto y Túnez      | Egipto y Túnez         |
| 2022 Detalle | Arabia Saudita | Arabia Saudita | 1 - 1 (5:3 pen.) | Egipto         | Argelia y Palestina | Argelia y Palestina | Argelia y Palestina    |

## Títulos por país
En cursiva, se indica el torneo en que el equipo fue local.
| Equipo                 | Campeón              | Subcampeón           | Tercer lugar | Cuarto lugar | Semifinales    |
| ---------------------- | -------------------- | -------------------- | ------------ | ------------ | -------------- |
| Arabia Saudita         | 3 (1985, 2021, 2022) | 3 (1983, 2011, 2012) | 1 (1989)     |              |                |
| Marruecos              | 2 (1989, 2011)       |                      | 1 (1983)     |              | 1 (2020)       |
| Irak                   | 1 (1983)             | 1 (1989)             | 1 (1985)     |              |                |
| Túnez                  | 1 (2012)             | 1 (2020)             |              | 1 (1985)     | 1 (2021)       |
| Senegal                | 1 (2020)             |                      |              |              |                |
| Argelia                |                      | 2 (1985, 2021)       |              | 1 (2012)     | 1 (2022)       |
| Egipto                 |                      | 1 (2022)             |              |              | 2 (2020, 2021) |
| Libia                  |                      |                      | 1 (2012)     |              |                |
| Baréin                 |                      |                      |              | 1 (1989)     |                |
| Emiratos Árabes Unidos |                      |                      |              | 1 (1983)     |                |
| Palestina              |                      |                      |              |              | 1 (2022)       |

## Desempeño
| Equipos                | 1983 | 1985 | 1989 | 2011 | 2012 | 2014 | 2020 | 2021 | 2022 | Años |
| ---------------------- | ---- | ---- | ---- | ---- | ---- | ---- | ---- | ---- | ---- | ---- |
| Argelia                | 5º   | 2º   | GS   | GS   | 4º   |      | QF   | 2º   | SF   | 8    |
| Baréin                 | GS   |      | 4º   | GS   |      |      | QF   |      | GS   | 5    |
| Comoras                |      |      |      |      |      |      | W    | QF   |      | 1    |
| Yibuti                 |      |      |      |      |      | Q    | GS   | GS   | GS   | 3    |
| Egipto                 |      |      |      | GS   |      |      | SF   | SF   | 2º   | 4    |
| Irak                   | 1º   | 3º   | 2º   | GS   | GS   | Q    | QF   | GS   | GS   | 8    |
| Jordania               | GS   |      | GS   |      | GS   |      |      |      | QF   | 4    |
| Kuwait                 | GS   |      | GS   | GS   | GS   |      | GS   |      |      | 5    |
| Líbano                 |      | GS   |      |      |      | Q    |      | GS   | GS   | 3    |
| Libia                  |      |      |      |      | 3º   |      | QF   |      | GS   | 3    |
| Madagascar             |      |      |      |      |      |      | GS   |      |      | 1    |
| Mauritania             |      | GS   |      |      | GS   | Q    | GS   | GS   | GS   | 5    |
| Marruecos              | 3º   | GS   | 1º   | 1º   | GS   |      | SF   | QF   | QF   | 8    |
| Níger                  |      |      |      |      |      |      |      | GS   |      | 1    |
| Omán                   | GS   |      | GS   |      |      |      |      |      | GS   | 3    |
| Palestina              | GS   | QF   | GS   | GS   |      |      | GS   |      | SF   | 6    |
| Catar                  | 6º   | QF   | QF   |      | GS   | Q    | W    |      |      | 4    |
| Arabia Saudita         | 2º   | 1º   | 3º   | 2º   | 2º   | Q    | GS   | 1º   | 1º   | 8    |
| Senegal                |      |      |      |      |      |      | 1º   | QF   |      | 2    |
| Somalia                |      |      |      |      |      |      |      |      | GS   | 1    |
| Sudán                  |      |      |      | GS   | GS   | Q    | GS   |      | GS   | 4    |
| Siria                  | 7º   | QF   |      | GS   | GS   |      |      |      |      | 4    |
| Tayikistán             |      |      |      |      |      |      |      | QF   |      | 1    |
| Túnez                  | 8º   | 4º   | QF   |      | 1º   | Q    | 2º   | SF   | QF   | 7    |
| Emiratos Árabes Unidos | 4º   | QF   | QF   |      |      |      | GS   | GS   | GS   | 6    |
| Uzbekistán             |      |      |      |      |      |      |      | GS   |      | 1    |
| Yemen                  | GS   |      | GS   |      |      |      |      | GS   | QF   | 4    |
| Yemen del Sur          | GS   | GS   | QF   |      |      |      |      |      |      | 3    |
| Total                  | 16   | 12   | 14   | 10   | 12   | 8    | 16   | 16   | 18   |      |

### Simbología
| - 1.º – Campeón - 2.º – Finalista - 3.º – 3.º Lugar - 4.º – 4.º Lugar - SF – Semifinales - GS – Fase de grupos | - q – Clasificado - × – No participó - – Anfitrión - – País no existe - W - Se retiró |

## Goleadores por edición
| Temporada | Jugador           | Club           | Goles     |
| --------- | ----------------- | -------------- | --------- |
| 1983      | Ahmed Radhi       | Irak           | 6         |
| 1985      | Kais Yâakoubi     | Túnez          | 5         |
| 1989      | Alaa Kadhim       | Irak           | 7         |
| 2011      | Sin datos         | Sin datos      | Sin datos |
| 2012      | Seifeddine Jaziri | Túnez          | 6         |
| 2014      | Cancelado         | Cancelado      | Cancelado |
| 2020      | Samba Diallo      | Senegal        | 5         |
| 2021      | Mohamed Radid     | Marruecos      | 6         |
| 2022      | Abdullah Radif    | Arabia Saudita | 6         |